# Língua crioula de São Cristóvão e Neves
A língua crioula de São Cristóvão e Neves é uma variante da língua crioula inglesa de Barlavento. É falada em São Cristóvão e Neves por cerca de 39 mil pessoas. mas não tem estatuto de língua oficial.

## História e características
A língua crioula de São Cristóvão e Neves compartilha a mesma história com outras línguas crioulas de base inglesa do Caribe. Tem origem no século XVII, quando escravos eram trazidos da África Ocidental para as ilhas, a fim de trabalhar nas plantações de açúcar, sendo forçados a aprender o inglês britânico rapidamente. Dado o aprendizado insuficiente, misturavam-se, ao inglês, palavras das línguas do oeste africano e, em alguns casos, usava-se também a estrutura das línguas africanas. O francês, também falado por colonizadores da ilha entre 1625 e 1713, teve pequena influência na constituição da língua crioula falada atualmente, ao contrário do que ocorre nas ilhas (anteriormente francesas) de Dominica e Santa Lúcia, onde se fala um crioulo baseado no francês e não no inglês.
A pronúncia da língua crioula de São Cristóvão e Neves é semelhante à das línguas crioulas das ilhas vizinhas de Antiga e Monserrate, com diferenças perceptíveis apenas para os habitantes das Ilhas de Barlavento.
Atualmente, contém mais elementos do inglês padrão, possivelmente em razão do maior acesso da população aos meios de comunicação estrangeiros. Mas, em geral, apenas os habitantes de áreas rurais são fortes usuários do crioulo, embora  formas de texto mesoletais sejam utilizados pela maioria da população. A música e a cultura popular  jamaicana  também têm contribuído para língua crioula de São Cristóvão e Neves. Expressões idiomáticas jamaicanas são constantemente incorporadas à língua local, analogamente ao que ocorre em outras ilhas do Caribe.

## Uso
A língua é atualmente falada nas ilhas de São Cristóvão e Neves, principalmente em áreas rurais e sobretudo na costa leste (chamada Capesterre) da ilha de São Cristóvão (Christ Church Nichola Town e Cayon) e na ilha de Neves, onde a língua é referida como "Nevisian" ou "crioulo de Neves".